# Britter
Britter (engelska: British people [ˈbɹɪtɪʃ ˈpiːpəl]) är medborgare i landet Storbritannien, eller deras ättlingar. I Storbritannien bor drygt 65 miljoner invånare med brittiskt medborgarskap, men det finns även en stor brittiskt diaspora på runt 5 miljoner britter runt om i världen, främst i länder som tidigare var en del av det brittiska imperiet. För att bli brittisk medborgare krävs bland annat att personen i fråga bor i Storbritannien samt att personen kan kommunicera på engelska. Till britterna räknas bland annat engelsmän, walesare, skottar och nordirländare. Dessutom kan invånare i Storbritanniens utomeuropeiska territorier blir brittiska medborgare om de bosätter sig i Storbritannien.
Britter är enligt en undersökning gjord 2013, World Values Survey, ett av världens minst rasistiska folk.